# Josh Unice
Josh Unice (* 24. Juni 1989 in Toledo, Ohio) ist ein ehemaliger US-amerikanischer Eishockeytorwart.

## Karriere
Unice wurde beim NHL Entry Draft 2007 in der dritten Runde an 86. Stelle von den Chicago Blackhawks ausgewählt. Ab der Saison 2007/08 spielte er bei den Kitchener Rangers in der Ontario Hockey League und brachte diese bis ins Finale des Memorial Cup 2008. Im Folgejahr gewann er mit den Spitfires den J. Ross Robertson Cup und Memorial Cup. In der Saison 2009/10 lief er sowohl für die Windsor Spitfires als auch für die University of Western Ontario aufs Eis, nachdem er dort sein Studium begonnen hatte. Für die Western Mustangs stand Unice bis 2014 zwischen den Pfosten.
Anschließend spielte er für den HC 05 Banská Bystrica, die Sheffield Steelers und CBR Brave, ehe er seine Karriere beendete.

### International
Unice gewann 2006 mit der US-amerikanischen Auswahl die Silbermedaille bei der World U-17 Hockey Challenge, im Folgejahr nahm er als Mitglied seines Heimatlandes am Wettbewerb der U18-Junioren-Weltmeisterschaft teil und errang mit den USA erneut die Silbermedaille. Außerdem wurde der Unice als bester Torhüter des Turniers ausgezeichnet und ins All-Star der Weltmeisterschaft gewählt. Wiederum ein Jahr später nahm der Torwart mittlerweile mit der U-20-Nationalmannschaft der Vereinigten Staaten an der Weltmeisterschaft teil.

## Erfolge und Auszeichnungen
- 2008 J.-Ross-Robertson-Cup-Gewinn mit den Kitchener Rangers
- 2008 OHL All-Rookie Team
- 2008 F. W. „Dinty“ Moore Trophy
- 2009 Dave Pinkney Trophy (gemeinsam mit Andrew Engelage)
- 2009 J.-Ross-Robertson-Cup-Gewinn mit den Windsor Spitfires
- 2009 Memorial-Cup-Gewinn mit den Windsor Spitfires

### International
- 2006 Silbermedaille bei der World U-17 Hockey Challenge
- 2007 Silbermedaille bei der U18-Junioren-Weltmeisterschaft
- 2007 Bester Torhüter der U18-Junioren-Weltmeisterschaft
- 2007 All-Star-Team der U18-Junioren-Weltmeisterschaft